# Оршоля Такач
Оршоля Такач (угор. Orsolya Takács, 20 травня 1985) — угорська ватерполістка.
Учасниця Олімпійських Ігор 2008 року.
Чемпіонка світу з водних видів спорту 2005 року, призерка 2013 року.